# بور لا رين
بور لا رين، (بالفرنسية: Bourg-la-Reine)‏، (نطق:buʁ la ʁɛn)، هي بلدية فرنسية في الضواحي الجنوبية لباريس، فرنسا. تقع على بعد 9.1 كم (5.7 ميل) من وسط باريس.

## توأمة
لبور لا رين اتفاقيات توأمة مع كل من:
- Kenilworth [الإنجليزية]‏
- مونهايم آم راين
- Sulejówek [الإنجليزية]‏
- يانتشينغ
- Reghin [الإنجليزية]‏

## معرض صور

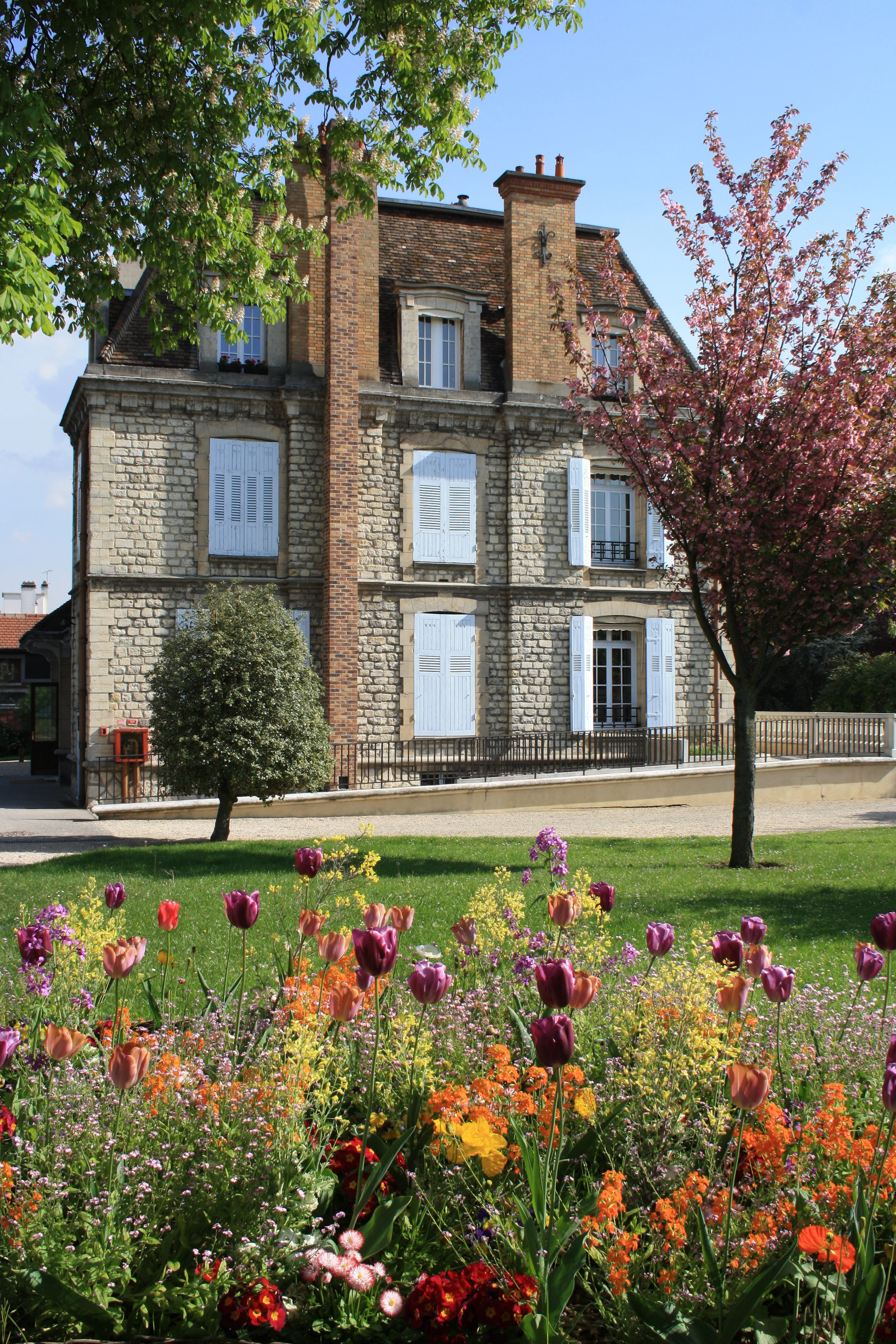
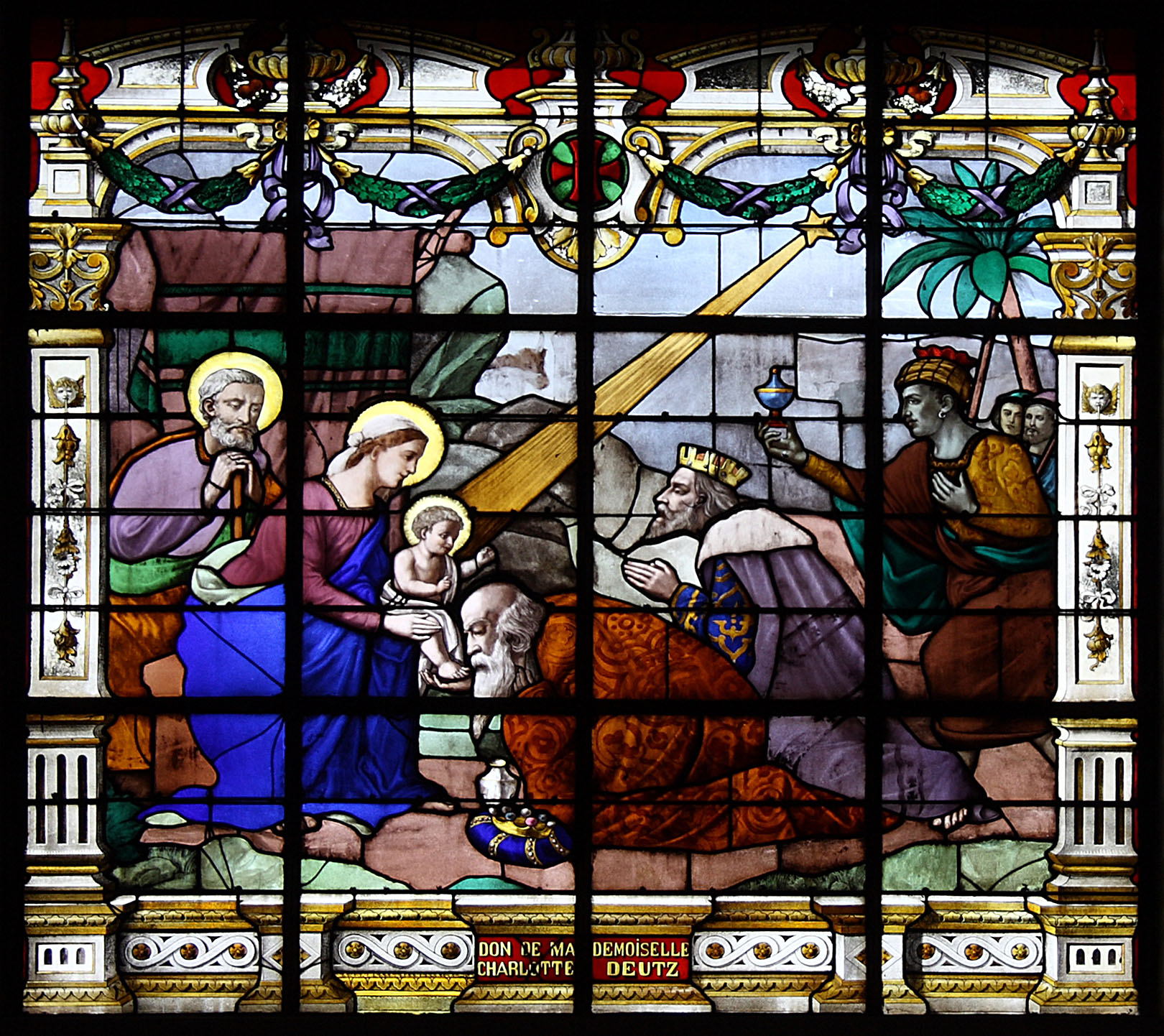
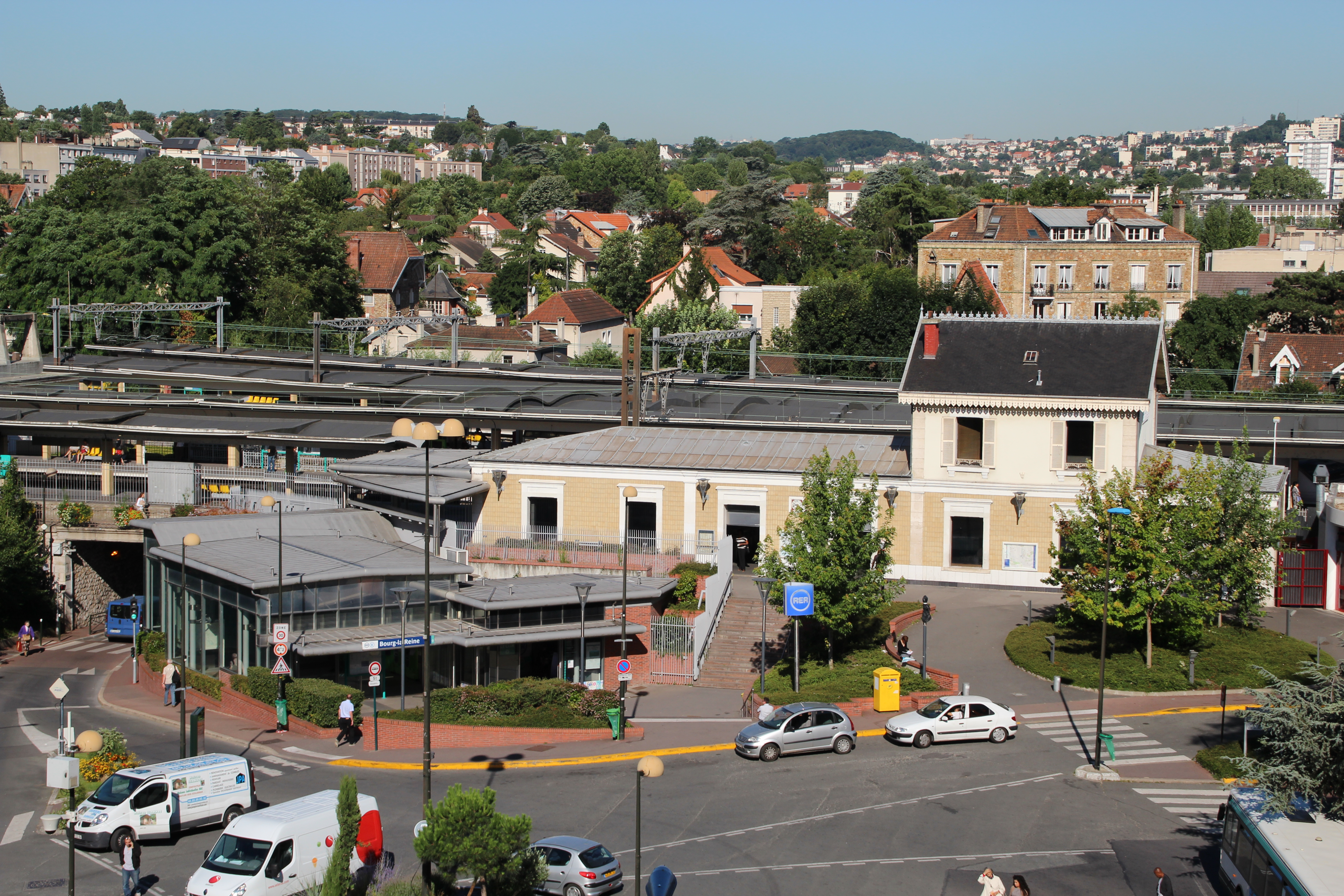
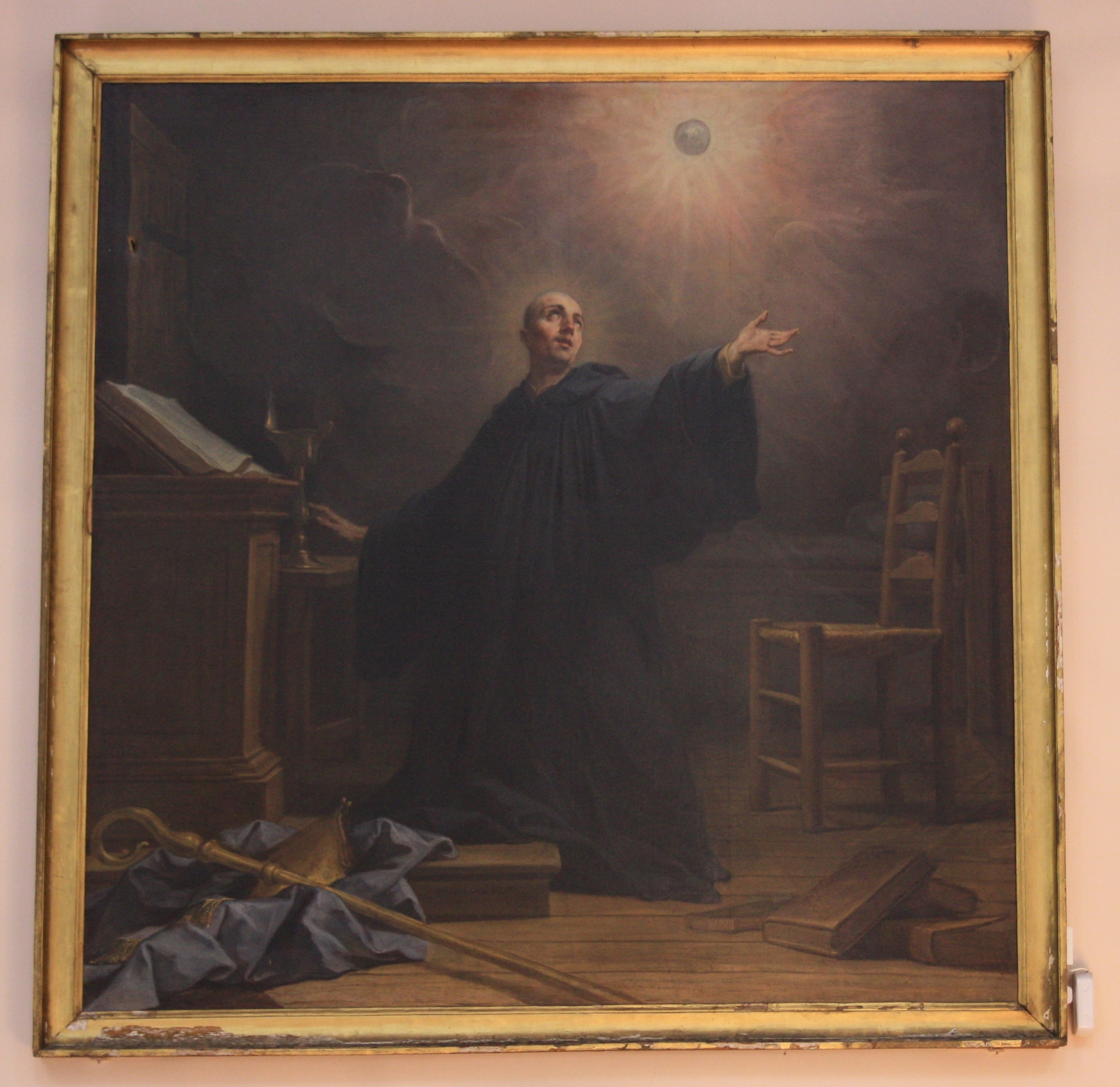
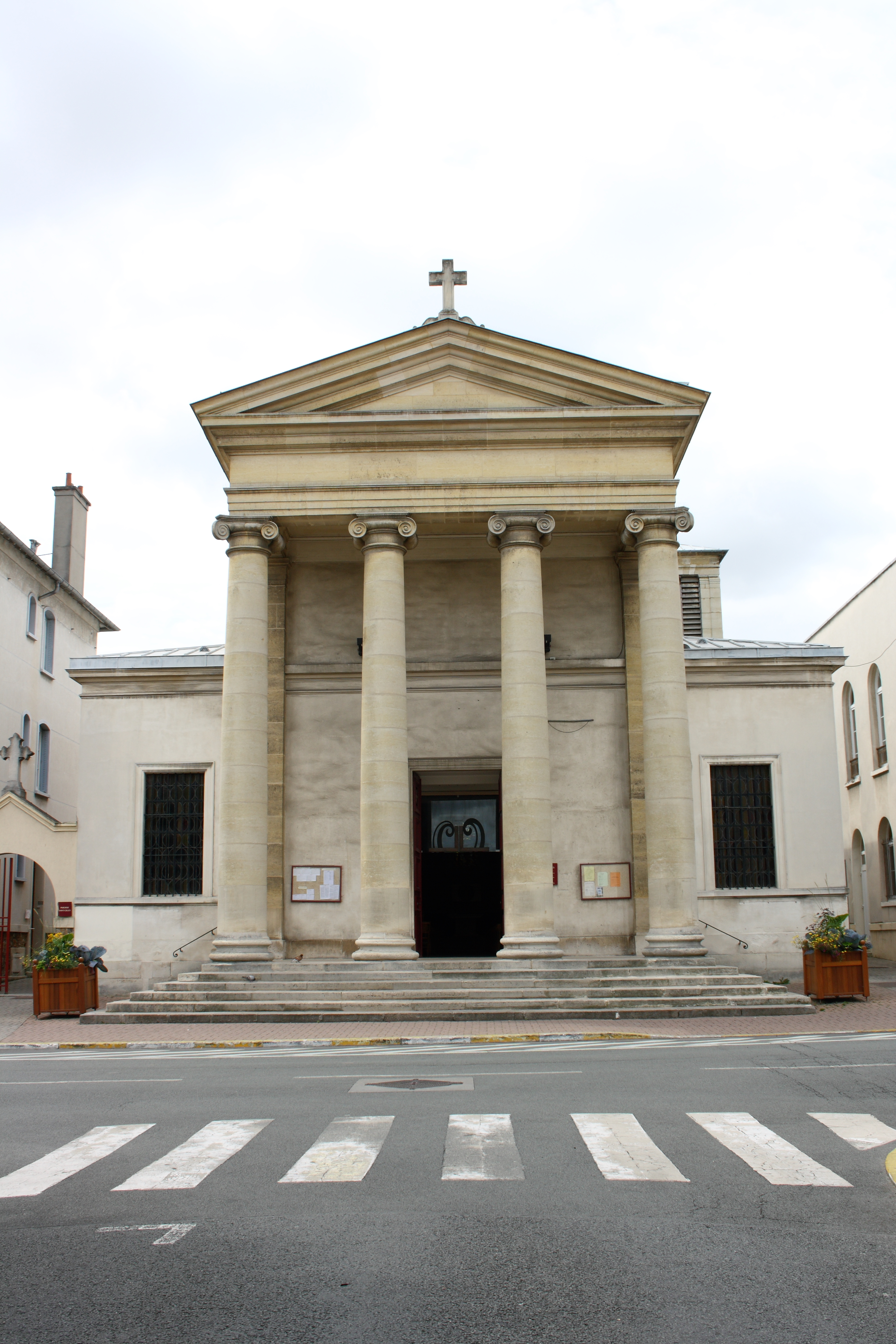

## أعلام
- أنتوني تورجيس
- لوران غويو
- جين مارك اوركي
- إيفاريست غالوا
- سميرة سيطايل
- كوندورسيه
- روجر جيلارد
- باول باسي
- أرنولد فان شينب